# Gerič
Gerič je priimek v Sloveniji, ki ga je po podatkih Statističnega urada Republike Slovenije na dan 1. januarja 2010 uporabljalo 192 oseb in je med vsemi priimki po pogostosti uporabe uvrščen na 2.251. mesto.

## Znani nosilci priimka
- Ignac Gerič, psiholog
- Janko Gerič, novinar